# Spermacoce brittonii
Spermacoce brittonii là một loài thực vật có hoa trong họ Thiến thảo. Loài này được (Standl.) Howard miêu tả khoa học đầu tiên năm 1988.